# نجاتم بده (ترانه کوئین)
«نجاتم بده» (به انگلیسی: Save Me) تک‌آهنگی از کوئین است که در سال ۱۹۸۰ میلادی منتشر شد.